# Wrześnica (przystanek kolejowy)
Wrześnica – przystanek osobowy oraz mijanka we Wrześnicy (dawniej stacja kolejowa), w województwie zachodniopomorskim, w Polsce, na linii kolejowej nr 202 łączącej stację Gdańsk Główny ze Stargardem.

## Ruch pasażerski
| Rok  | Wymiana pasażerska na dobę |
| ---- | -------------------------- |
| 2017 | 50-99                      |
| 2022 | 50-99                      |